# IJslander (paard)

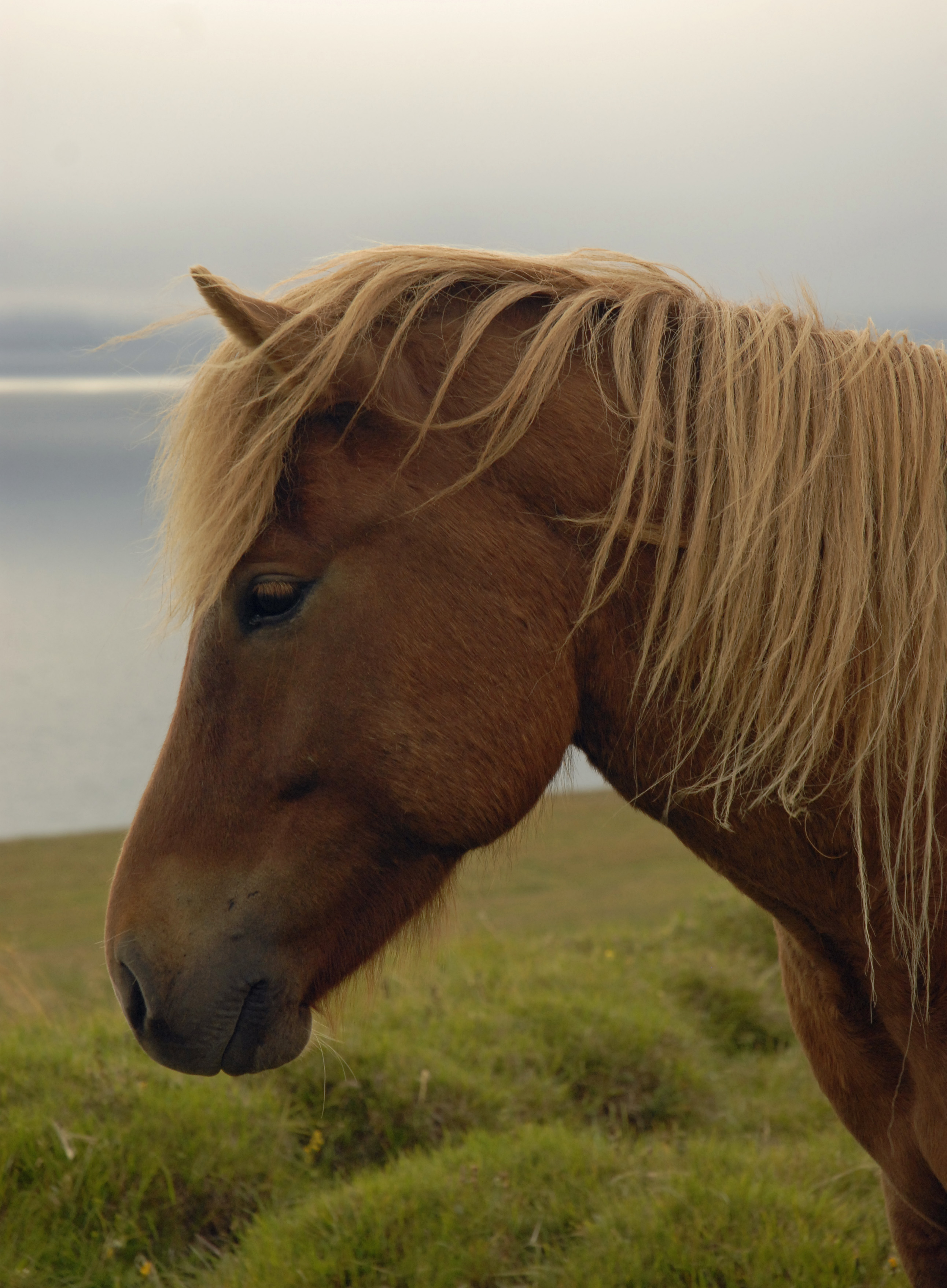
Profiel van een ijslander

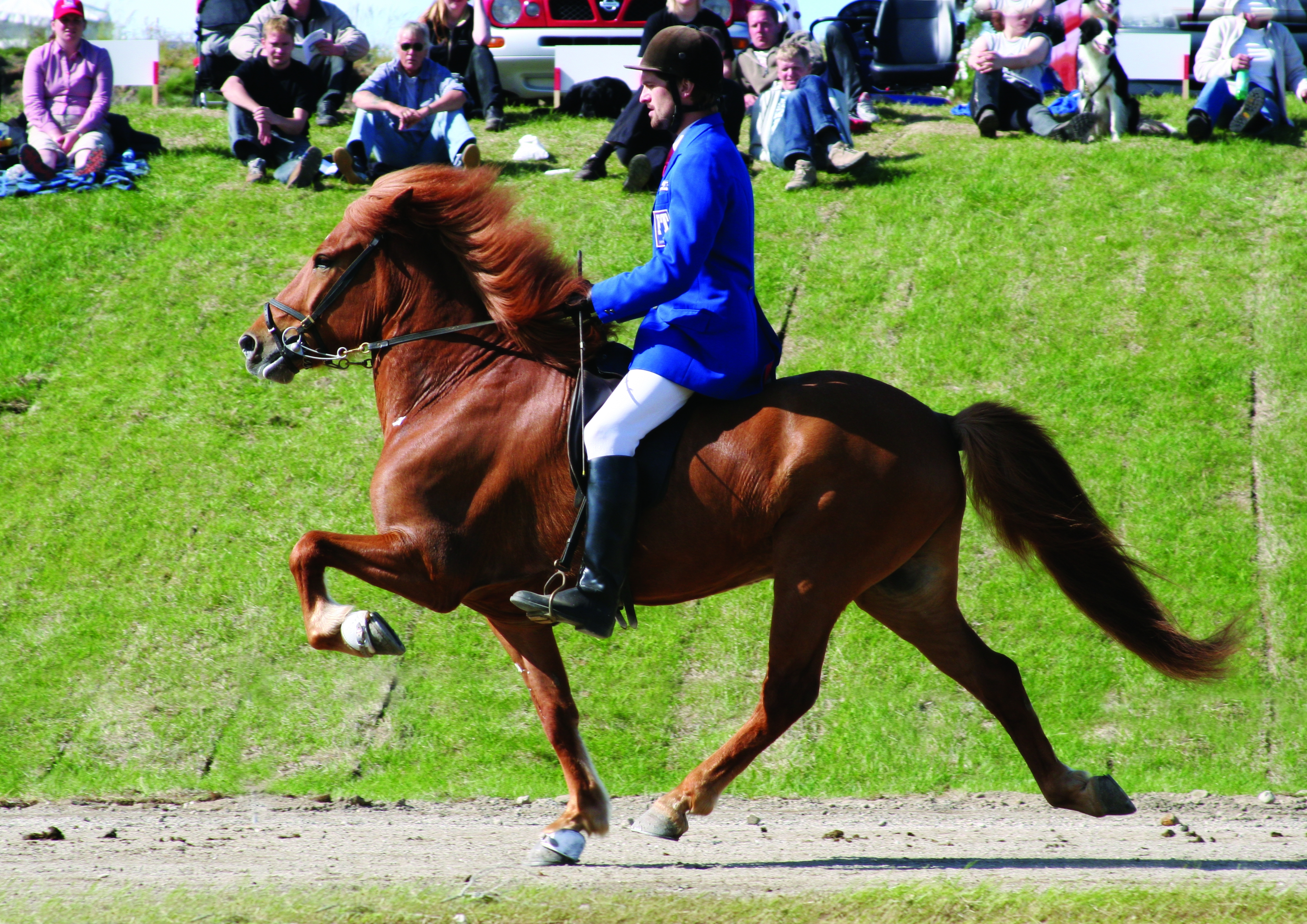
Tölt

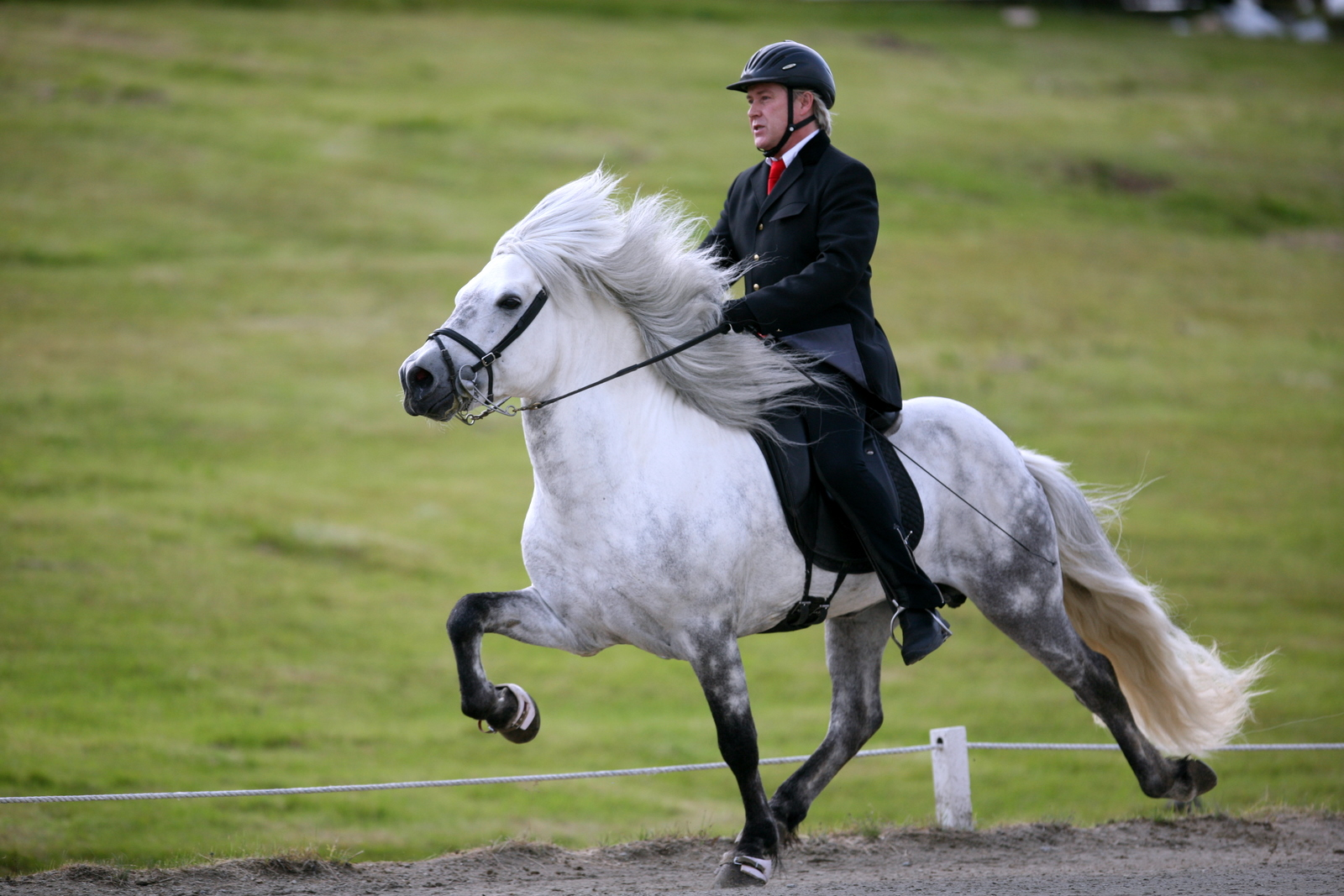
Tölt

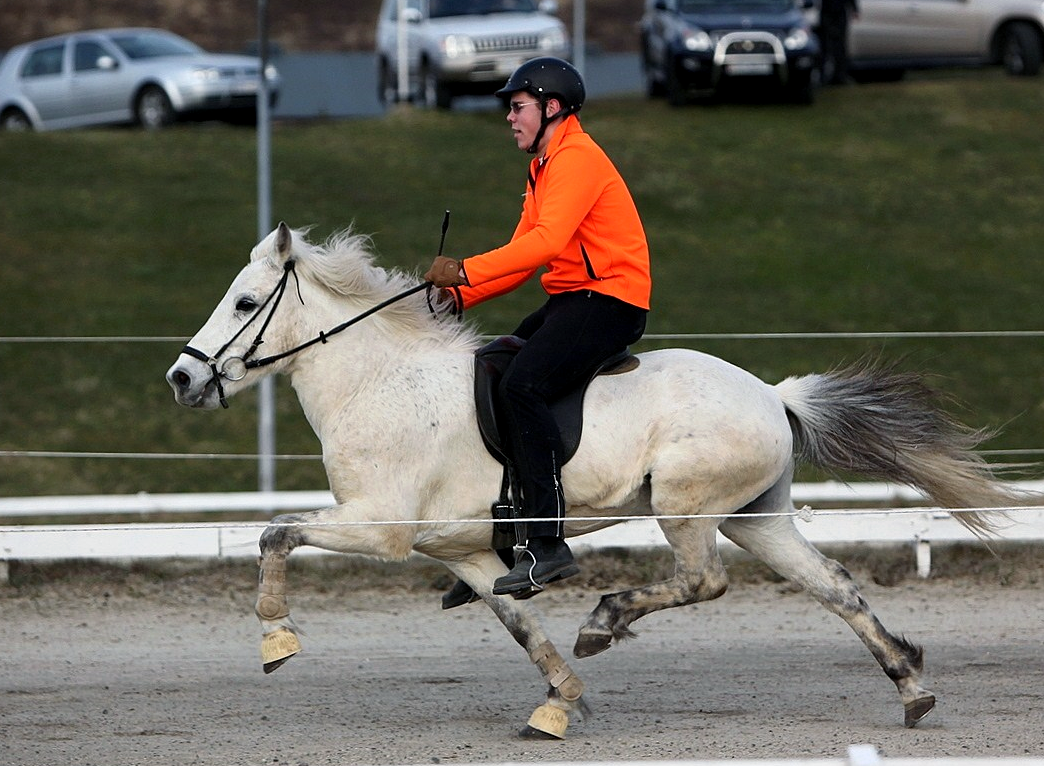
Telgang

De ijslander of het IJslandse paard is een paardenras uit IJsland, waar deze gangenpaarden al meer dan duizend jaar zonder invloed van buitenaf worden gefokt.

## Rasomschrijving
De schofthoogte varieert van 1,30 tot 1,50 meter.
Het hoofd van de ijslander kan variëren tussen heel edel en heel groot. De hals is kort en dik. Het lichaam is gedrongen. De benen en de hoeven zijn heel sterk. Het behang (beenbeharing) behoort overvloedig aanwezig te zijn. Het gezichts- en het oriëntatievermogen zijn goed ontwikkeld.

## Geschiedenis
Toen aan het einde van de 9e eeuw de eerste inwoners op IJsland kwamen wonen, waren daar geen paarden. De Vikingen namen paarden en andere huisdieren mee uit de gebieden waar ze vandaan kwamen, vooral uit Noorwegen maar ook van de Schotse eilanden. Uit onderzoek blijkt dat de paarden van de Vikingen van verschillende oorsprong waren en zelfs dat ze uit verschillende subgroepen van Equus caballus afkomstig zijn. Zo lijkt de verwantschap met Noorse paarden, oorspronkelijk afkomstig uit noordelijk Eurazië, overduidelijk. Met name de gelijkenis met het zeldzame nordlandpaard (Nordlandshest) is opvallend en enkele van deze paarden blijken ook te kunnen tölten, net als de ijslanders.
Ook een belangrijke voorouder van de ijslander is de Keltische pony, oorspronkelijk meegenomen door de Kelten westwaarts door Europa en dus ook naar de Britse eilanden. Verschillende paardenrassen in Groot-Brittannië stammen af van deze voorouder, zoals de shetlandpony's, de exmoorpony's en ook de highlandpony's uit Schotland. Hoewel het invoeren van paarden na de 13e eeuw uiterst zeldzaam was, is er pas sinds 1882 sprake van een wettelijk invoerverbod op paarden en andere huisdieren in IJsland. Voor die tijd was er geen noodzaak om het importeren te verbieden want eeuwenlang was het eiland uiterst geïsoleerd en waren transportmiddelen zeldzaam. Het was pas in de 19de eeuw dat IJslanders weer schepen gingen bouwen en meer contacten gingen zoeken met de buitenwereld. Hoogstwaarschijnlijk zijn er ook vanaf de 12de eeuw tot de 19de eeuw geen paarden meer naar IJsland geïmporteerd. Een van de misverstanden rond de geschiedenis van het IJslandse paard is de mythe dat er al in de tijd van de Vikingen een invoerverbod op paarden naar IJsland bestond.
Dat er geen officieel invoerverbod blijkt te zijn geweest, verandert niets aan het feit dat IJslandse paarden al honderden jaren zonder bloedvermenging van buitenaf zijn gefokt. Zo komt het dat het IJslandse paard een regelrechte afstammeling is van het Europese oerpaard: Equus stenonsis. Deze paarden verspreidden zich in Scandinavië en Groot-Brittannië en kwamen uiteindelijk op IJsland terecht. De ijslanders stammen van deze paarden af. De IJslandse boeren hebben hun paarden raszuiver doorgefokt. De eerste fokverenigingen ontstonden rond 1904 en het officiële stamboek werd opgericht in 1923. Ook op het vasteland van Europa en in de Verenigde Staten zijn er paardenliefhebbers en fokkers die dit oeroude ras zuiver willen houden en verbeteren.
Het tegenwoordige invoerverbod in IJsland geldt ook voor inheemse paarden die zijn geëxporteerd. Een IJslands paard dat bijvoorbeeld naar een kampioenschap in het buitenland is afgevaardigd, zal na afloop verkocht moeten worden door zijn ruiter, die hem niet mee terug mag nemen naar IJsland.

## Gebruiksdoel
De ijslander is eeuwenlang gebruikt als rijpaard en als pakpaard, onder andere voor het vervoer van de post, voor het bijeendrijven van schapen en als vervoermiddel voor de mens, maar ook – recenter – als sportpaard bij gangenwedstrijden en races. Op het Europese vasteland zijn veel van de mogelijkheden van de ijslander overgenomen en zijn er elementen aan toegevoegd. In Europa worden gangenwedstrijden gereden. Ook wordt er gereden met handpaarden en worden afstandsritten gemaakt. De ijslanders worden ook ingespannen voor de wagen en voor de slee. Hoewel er beslist veel rassen zijn die er meer talent voor hebben, kan men met een ijslander een sprongetje wagen. Het rijden van dressuur blijft de basis voor het rijden van de gangen en het beheersen van het paard in het algemeen. De ijslander is een zeer leergierig paard. De dieren zijn heel vriendelijk, maar ook heel eigenwijs. Om deze reden zijn het geen echte 'kinderpony's'. Wel zijn goed opgevoede ijslanders heel sensibel en vaak ook erg 'voorwaarts'. Het rijden op deze paarden vraagt daarom, vooral in het begin, enige begeleiding. De hulpen worden bij voorkeur licht en vriendelijk gegeven. De ijslander is in staat om van ver de weg naar huis terug te vinden.

## Bijzondere gangen
In tegenstelling tot de meeste paarden, die slechts in de drie basisgangen stap, draf en galop kunnen gaan, kan een ijslander zich in vier en soms vijf verschillende gangen voortbewegen. Deze extra gangen heten tölt en telgang. Het zijn natuurlijke gangen die veulens van enkele uren oud al tonen. De ijslander is niet het enige ras dat over deze extra gangen beschikt. Vele paarden van allerlei min of meer bekende rassen bewegen zich voort in tölt en telgang. Bij ijslanders is alleen de snelle telgang, de ren-telgang, gewenst. De langzame variant wordt niet gewaardeerd.
De gangenaanleg verschilt per paard. Er wordt gesproken van vier- of vijfgangers en natuurtölters. Viergangers zijn paarden die naast de stap, draf en galop ook kunnen tölten. Deze paarden hebben vaak de draf als voorkeursgang. Vijfgangers zijn paarden die naast de andere gangen ook over telgangaanleg beschikken. Echter, niet elke vijfganger heeft het temperament om goed te kunnen rentelgangen. Natuurtölters zijn paarden die zo gemakkelijk in tölt lopen, dat deze gang ook voor beginnende ruiters makkelijk te rijden is. Voor ruiters en hun IJslandse paarden worden ook specifieke gangenwedstrijden uitgeschreven. Hier worden proeven uitgeschreven die plaatsvinden op een ovaalbaan. Ook zijn er snelheidsonderdelen, zoals telgangraces. De wedstrijden vinden plaats op regionaal, nationaal en internationaal niveau.
Elke twee jaar vindt er een wereldkampioenschap voor IJslandse paarden plaats. In 2007 en 2017 werd dit WK gehouden in Oirschot, Nederland. Verder werd het de laatste jaren ook gehouden in Brunnadern, Zwitserland 2009, St. Radegund , Oostenrijk 2011, Berlijn, Duitsland 2013, Herning, Denemarken 2015. Het laatste WK, in 2019, heeft wederom plaatsgevonden in Berlijn. Het geplande WK van 2021 in Herning was vanwege de covid-19-pandemie afgelast, maar het WK vond wel in 2023 in Oirschot plaats.

### Tölt
De voetvolgorde van tölt is gelijk aan die van stap. Het verschil zit in het optillen en neerzetten van de hoeven. Gevolg hiervan is dat het paard in stap afwisselend op twee of op drie benen staat en in tölt op twee benen of op één been tegelijk steunt. Een ijslander kan in tölt verschillende tempo's lopen; dit varieert van een langzame draf tot een flinke galop. Doordat er in tölt geen zweefmoment bestaat, zoals in draf, ervaart de ruiter ook nooit (onaangename) opwaartse bewegingen en kan men ontspannen in het zadel blijven zitten. In tölt draagt het paard zijn hoofd en hals hoog. Er ontstaat een trotse beweging, versterkt door het ritmisch meedansen van de staart. Het gewicht wordt voornamelijk door de achterhand gedragen, zodat de voorbenen en schouders vrij kunnen bewegen. Bij zeer goede tölters gaat dit gepaard met een hoge knieactie. Behalve spectaculair is de tölt op de eerste plaats een comfortabele gang, zowel voor het paard als voor de ruiter. Om aan te tonen hoe rustig de ruiter in het zadel zit, wordt in töltdemonstraties vaak met één hand gereden.

### Telgang
Telgang komt niet alleen voor bij ijslanders, maar ook bij andere dieren. Zo lopen sommige honden spontaan in telgang, kamelen en dromedarissen gaan uitsluitend in telgang en hetzelfde geldt voor giraffen. In tegenstelling tot de draf wordt niet het diagonale, maar het laterale benenpaar gelijktijdig opgetild. Hierdoor ontstaat voor de ruiter een heen en weer schommelende beweging. Telgang in een langzaam tempo heeft de naam 'Schweinepass' en is niet gewenst. Alleen de echte rentelgang, waarbij hoge snelheden worden gehaald, wordt als een positieve eigenschap beschouwd. 
Op wedstrijden worden telgangrennen gehouden over 150 en 250 meter. Het record op 250 m staat op 21,15 seconden. Ter vergelijking: het galoprecord over 250 m is 17,3 seconden. Dit record staat op naam van Kjarkur frá Árbæjarhjáleigu II. 
De kwaliteit van de gangen van een IJslands paard hangt af van de erfelijke aanleg, de bouw en de training. Sommige ijslanders hebben duidelijk meer 'laterale aanleg' dan andere: er zijn ijslanders die uit zichzelf niet in draf gaan maar alleen in tölt of, vaak minder gewenst, alleen in een langzame telgang. Met behulp van bepaalde trainingsmethoden of hulpmiddelen kunnen de gangen die het paard niet vanzelf aanbiedt, vaak alsnog aangeleerd worden. Er blijven dan altijd nog enkele paarden over die de IJslandse gangen niet beheersen. Deze dieren worden voor de fokkerij zo veel mogelijk uitgesloten. Juist de IJslandse gangen geven immers een extra dimensie aan het houden en rijden van IJslandse paarden. 
Wanneer töltwedstrijden op het ijs worden gereden, krijgt de ijslander speciale spitse punten ('kalkoenen') onder zijn hoefijzers geschroefd om niet uit te glijden.

## Vachtkleuren
Binnen het ras zijn alle vachtkleuren vertegenwoordigd, behalve appaloosa. Witte aftekeningen zijn toegestaan. Binnen de ijslanderpopulatie ziet men ook kleuren die niet vaak bij de paarden van het Europese vasteland voorkomen zoals; zilverappel, isabel en wildkleur. In het najaar krijgen de paarden een zeer dikke wintervacht.

## Afbeeldingen

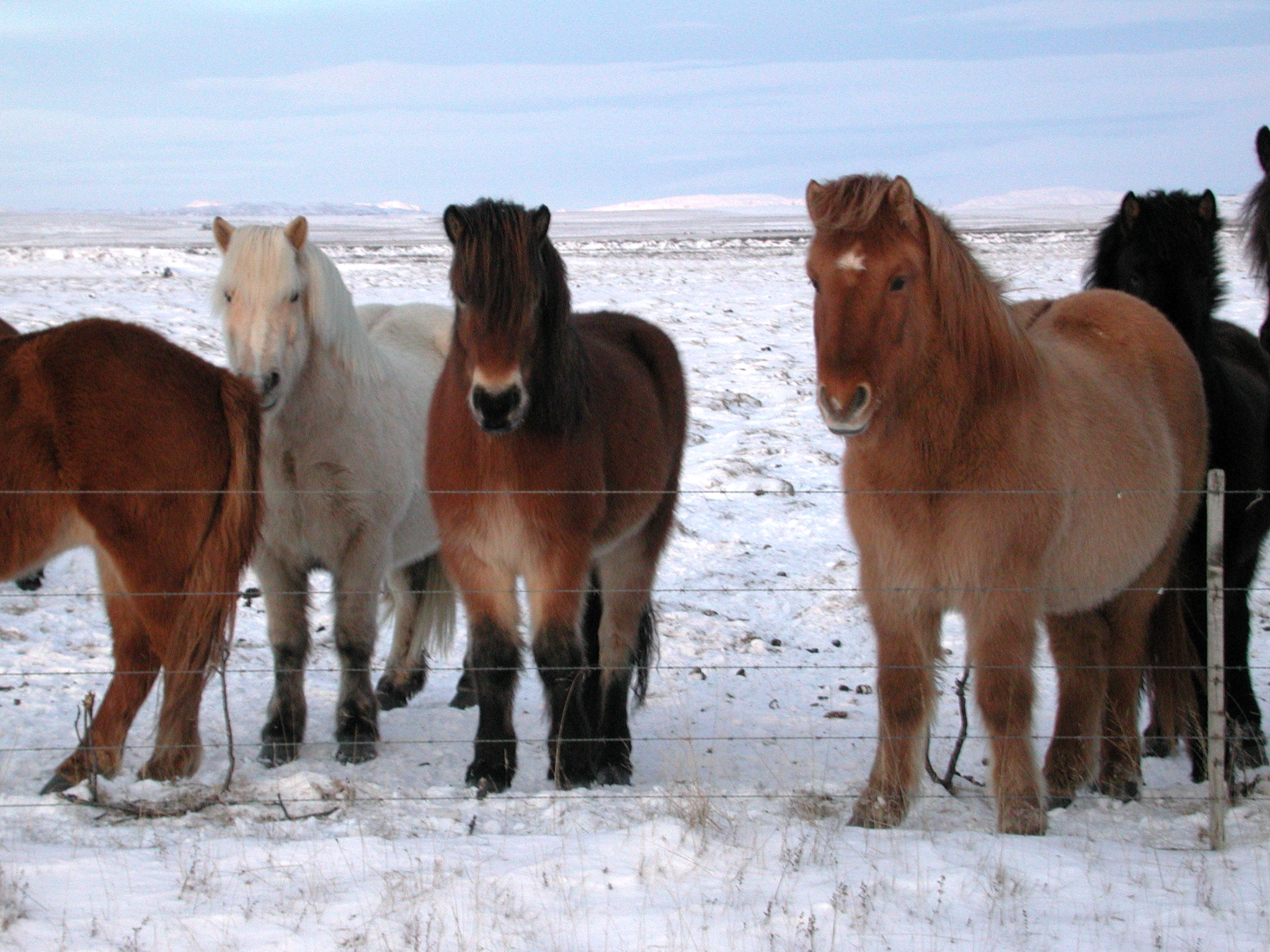
Een kudde in wintervacht
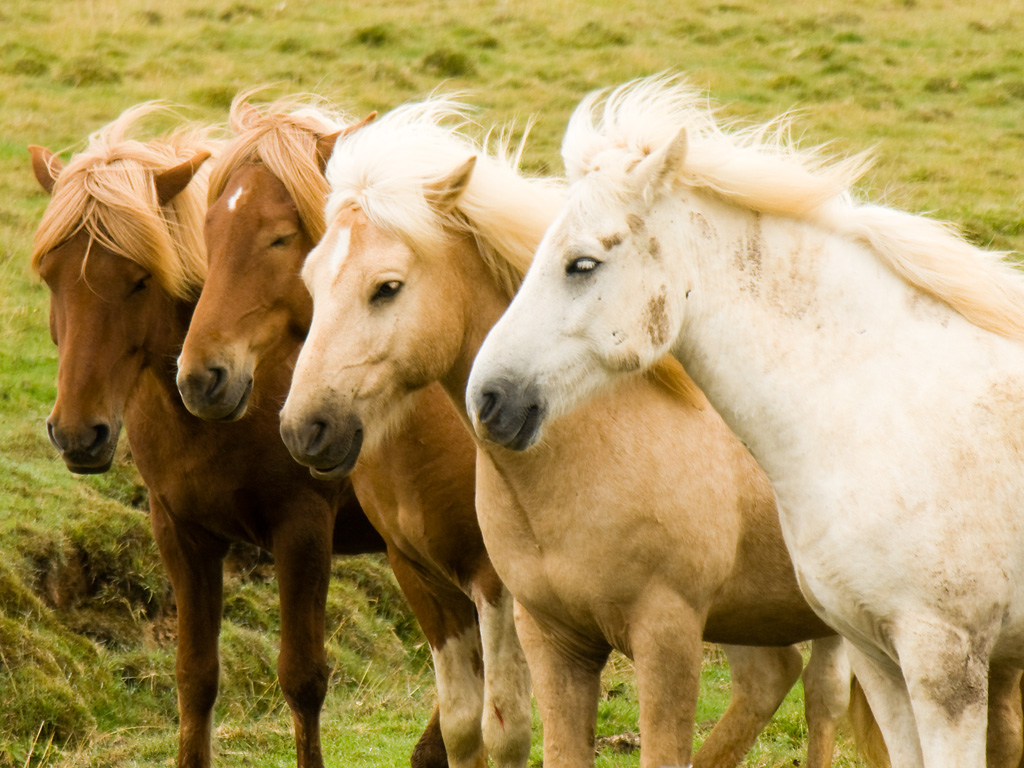
Een kudde in zomervacht
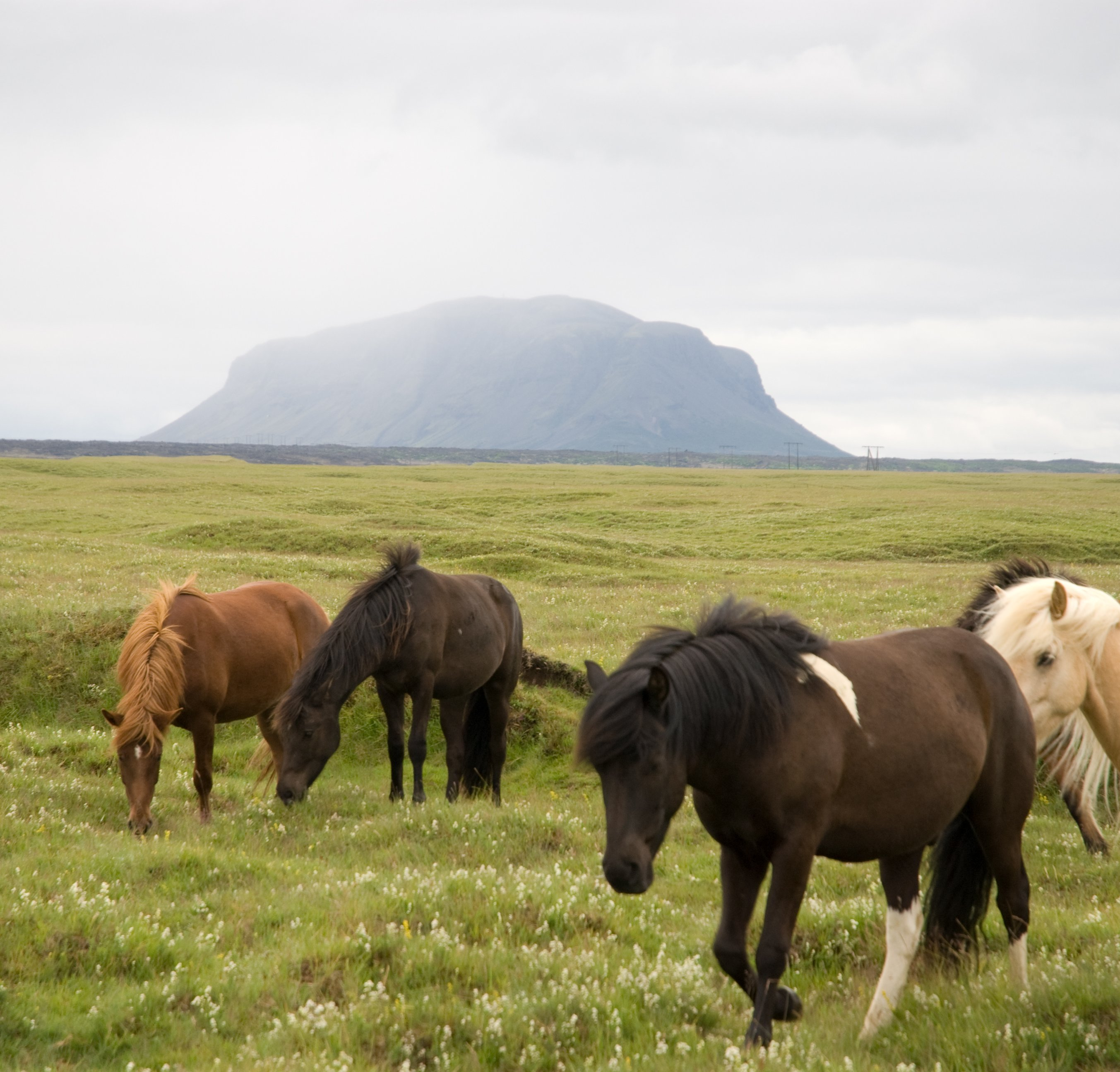
Gemengde kudde
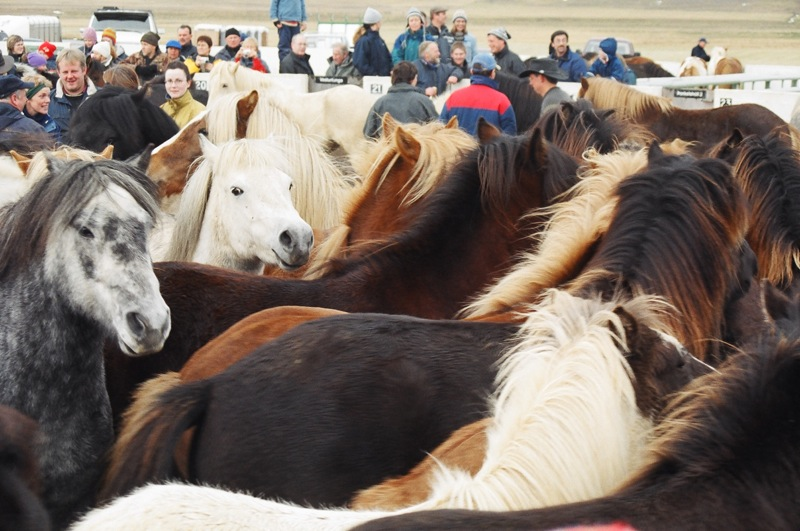
Het uitsorteren van een kudde
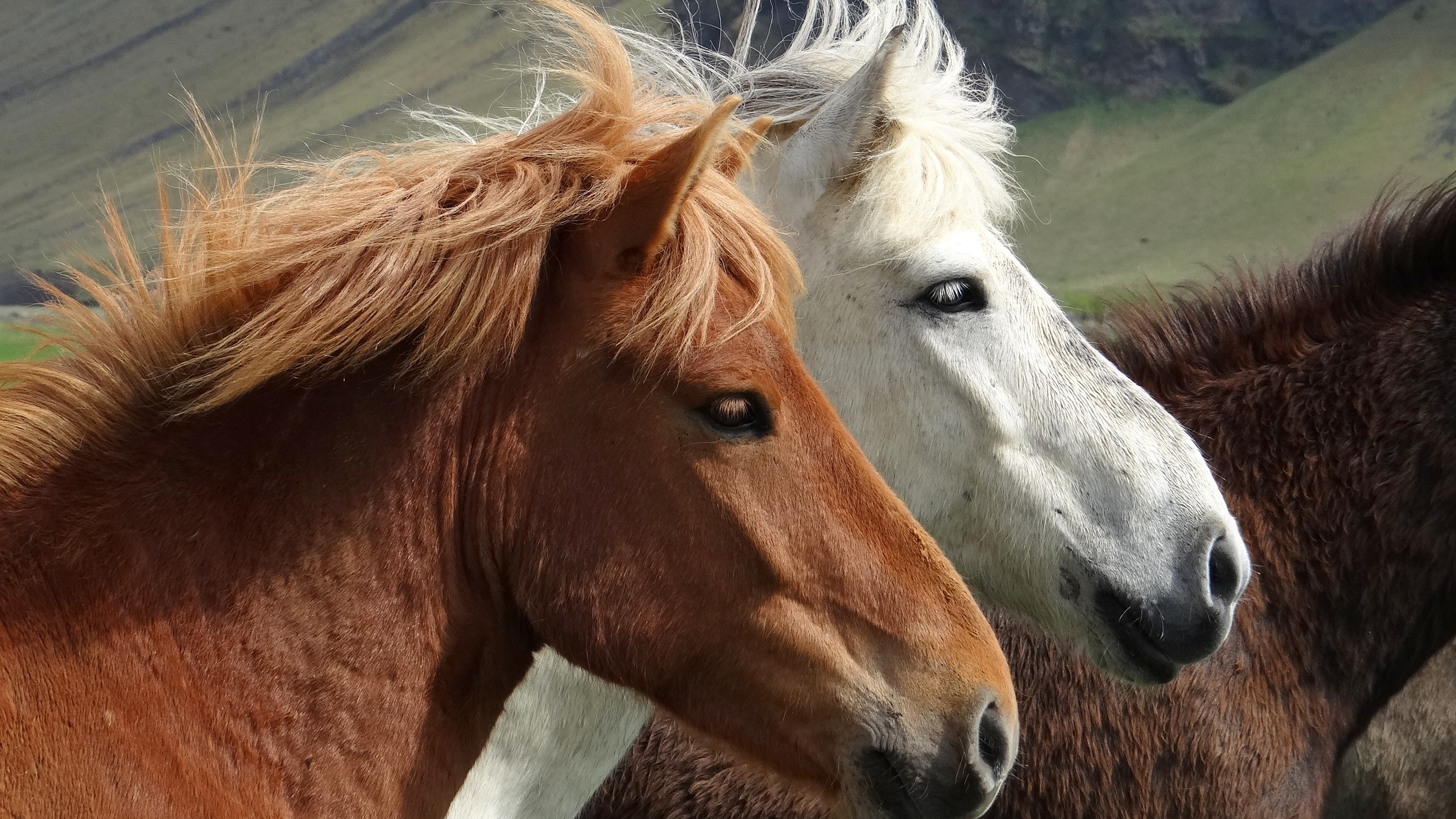
IJslanders in de buurt van Skógar
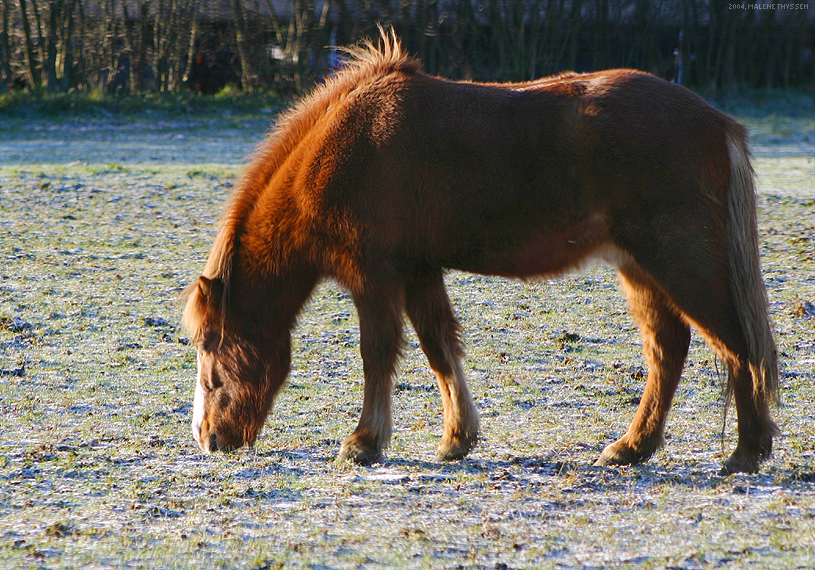
IJslander in Denemarken